# Merops bulocki
El abejaruco gorgirrojo (Merops bulocki) es una especie de ave en la familia Meropidae.

## Distribución
La especie habita en gran parte de África, en particular en Benín, Burkina Faso, Camerún, República Centroafricana, Chad, República Democrática del Congo, Costa de Marfil, Etiopía, Gambia, Ghana, Guinea, Guinea-Bissau, Mali, Mauritania, Níger, Nigeria, Senegal, Sierra Leona, Sudán, Togo, y Uganda.